# Blue Sun Palace
Pour plus de détails, voir Fiche technique et Distribution.
Blue Sun Palace est un film dramatique américain réalisé par Constance Tsang et sorti en 2024,. Il a reçu le prix du jury de la Semaine de la Critique, et de meilleur premier film de l’année par l’International Cinephile Society.

## Fiche technique
Sauf indication contraire, les informations mentionnées dans cette section peuvent être confirmées par les bases de données cinématographiques IMDb et Allociné,  présentes dans la section « Liens externes ».
- Titre original : Blue Sun Palace
- Réalisation : Constance Tsang
- Scénario : Constance Tsang
- Musique : Sami Jano
- Décors : Evaline Wu Huang et Jamie Weiss
- Costumes : Ava Yuriko Hama
- Photographie : Norm Li
- Son : Geoff Strasser et Eric Hoffman
- Montage : Caitlin Carr
- Production : Sally Sujin Oh, Eli Raskin et Tony Yang
  - Production associée : Zhang Lu et Lou Wang-Holborn
  - Coproduction : Marta Cruañas et Nabeer Z. Khan
- Société de production : Big Buddha Pictures et Field Trip Productions
- Société de distribution : Nour Films
- Pays de production :  États-Unis
- Langue originale : mandarin, anglais et minnan
- Format : 16mm[5] — couleur — 2,39:1 — son 5.1
- Genre : Drame
- Durée : 117 minutes
- Dates de sortie :
  - France : 
    - 19 mai 2024 (Cannes)
    - 12 mars 2025 (en salles)

  - Canada : 4 octobre 2024 (Vancouver)

## Distribution
- Wu Ke-xi : Amy
- Lee Kang-sheng : Cheung
- Xu Haipeng : Didi
- Lily Gao
- Zhang Lu : Fong Fong
- Janet Hsieh : Lin
- Wang Limin : Eric
- Leo Chen : Tony
- Wu Chengying : Xiao